# Oisberg (Berg)
Der Oisberg ist ein Berg im südwestlichen Niederösterreich. Manchmal wird der Berg auch Bauernboden genannt. Der vorwiegend bewaldete Bergrücken erstreckt sich über neun Kilometer Länge von Südwesten nach Nordosten und erreicht im Nordosten im Alpl eine Höhe von 1405 m ü. A.
Weitere Erhebungen im Hauptkamm sind von Südwest nach Nordost Hahnköpfl 1224 m ü. A., Glitzenkopf 1328 m ü. A., Rotmauer 1330 m ü. A., der häufig von Opponitz oder Hollenstein bestiegene Schneekogel 1373 m ü. A., Kleiner Schneekogel 1344 m ü. A., Hühnerkogel 1345 m ü. A. Von Westen her schneidet sich der Krenngraben tief in den Oisberg ein und trennt so vom Hauptkamm einen nördlich liegenden Seitenkamm ab, der im Kothaufenberg 1000 m ü. A. endet.
Der Berg wird an der Süd-, West- und Nordwestseite von der Ybbs umflossen, die heute nur mehr im Oberlauf bis Lunz Ois genannt wird. An der Ostseite trennt der Sattel der Großen Kripp den Oisberg vom benachbarten Friesling. Der Oisberg liegt auf dem Gebiet von drei Gemeinden: Hollenstein an der Ybbs, Opponitz und St. Georgen am Reith.

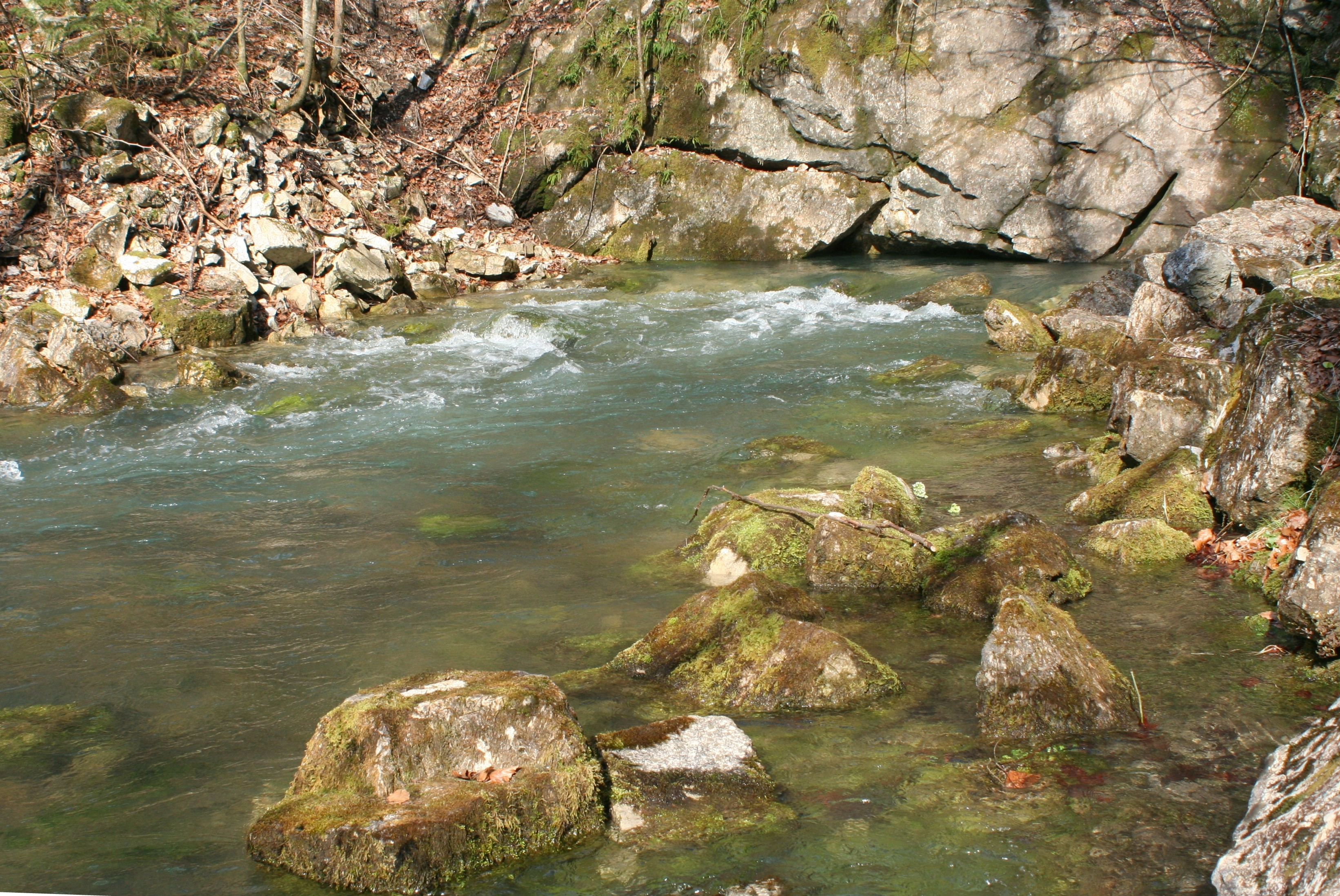
Die Steinbachquelle, eine Karstquelle am westlichen Fuß des Oisbergs

## Geologie
Der Oisberg ist geologisch gesehen eine Mulde, die Sedimentgesteine der Lunzer Decke enthält. Während an den Flanken vor allem Hauptdolomit und Plattenkalke aus der Trias zu Tage treten, finden sich in Kammnähe Gesteine des Muldenkerns von Radiolarit bis zu mergelig-kalkigen Sedimenten der kreidezeitlichen Schrambach-Formation. Am Oisberg gibt es auch Höhlen wie den Kalkgrubenschacht oder die Steinbachquelle einen Kilometer nördlich von Hollenstein. Die Schüttung dieser Karstquelle reagiert unmittelbar auf Niederschlagsereignisse und schwankt demnach sehr stark zwischen 25 Liter in der Sekunde bis zu über 10.000 Liter in der Sekunde. Bei einem Tauchgang in dieser Quelle kamen am 15. April 1984 zwei Menschen ums Leben.

## Wirtschaft
Die Wälder am Oisberg werden zu einem großen Teil forstwirtschaftlich genutzt. Dementsprechend ist der Berg mit einem dichten Netz von Forststraßen überzogen. Almgebiete gibt es heute nur mehr im östlichen Bereich des Oisbergs im Kammbereich sowie nördlich davon, wo sich auch eine Almhütte, die Annahütte befindet.